# Josef Schick (Anglist)

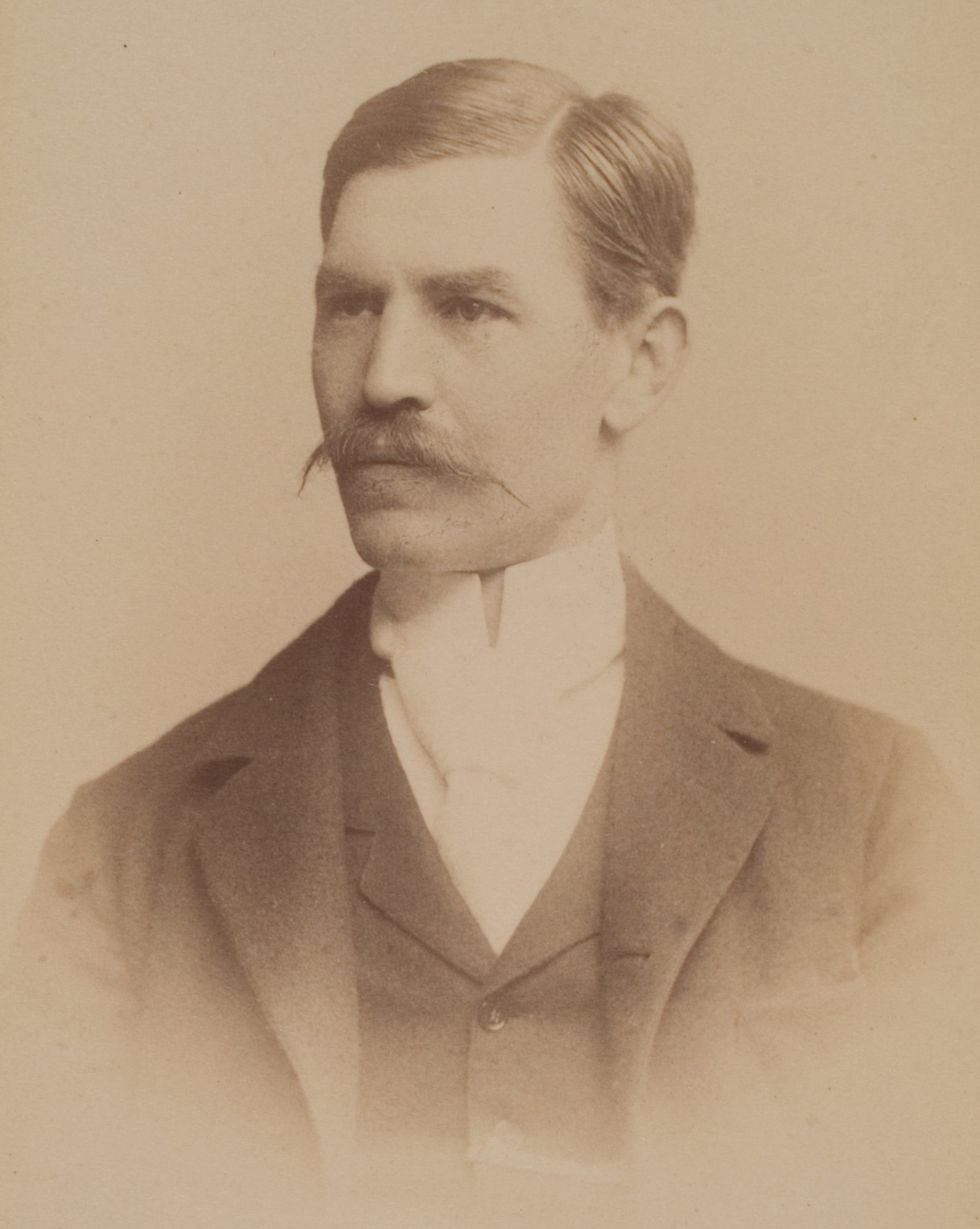
Josef Schick

Josef Schick (* 21. Dezember 1859 in Rißtissen, Königreich Württemberg; † 13. Februar 1944 in München) war ein deutscher Anglist und Mathematiker.

## Leben
Josef Schick war das älteste Kind des Schreiners und Landwirts Bartholomäus Schick und dessen Ehefrau Rosa Schick geb. Kutter. Er wuchs mit drei Brüdern und zwei Schwestern auf. Nach der Volksschule in Rißtissen besuchte er von 1870 bis 1873 die Lateinschule in Rottenburg und danach das Obergymnasium in Ehingen, wo er im Herbst 1877 das Abitur ablegte. Anschließend studierte er vier Semester Mathematik und Neuere Sprachen an der Universität Tübingen. Für den aus einfachen Verhältnissen stammenden Jungen war Schulbesuch und Studium nur dank finanzieller Unterstützung durch den an seinem Geburtsort ansässigen Freiherrn Schenk von Stauffenberg möglich. Zwischen 1880 und 1884 hielt er sich in München und Stuttgart auf, wo er als Hauslehrer arbeitete, seinen einjährig-freiwilligen Militärdienst ableistete und Vorlesungen hörte.
Es folgte ein zweijähriger Aufenthalt in England, den er durch Vorträge und Privatstunden finanzieren konnte. In Devonshire lernte er seine spätere Ehefrau Mary Butcher (1858–1940) kennen, die ältere Schwester eines seiner Privatschüler. Nach seinem Englandaufenthalt setzte Schick sein Studium 1887 an der Universität Berlin in den Fächern Anglistik und Germanistik fort und wurde 1889 im Fach Anglistik mit einer Dissertation Prolegomena zu Lydgate’s Temple of Glas promoviert. Seine wichtigsten akademischen Lehrer waren Julius Zupitza, Erich Schmidt und Julius Hoffory. 1891 habilitierte er sich mit einer Ausgabe der Spanish Tragedy von Thomas Kyd.
Anschließend war er 1891–92 Privatdozent in Berlin, 1892–93 Lektor und Privatdozent an der Universität Bonn und 1893–96 außerordentlicher Professor an der Universität Heidelberg, bevor er 1896 als ordentlicher Professor auf den neu eingerichteten Lehrstuhl für Englische Philologie an die Ludwig-Maximilians-Universität München berufen wurde, wo er bis zu seiner Emeritierung 1925 lehrte. Der Akademisch-Neuphilologische Verein München im WKV ernannte ihn 1896 zum Ehrenmitglied und 1911 zum Ehrenpräsident. Schick nahm als Leutnant der Landwehr im Ersatz-Bataillon des Infanterie-Regiments „König Wilhelm I.“ (6. Württembergisches) Nr. 124 am Ersten Weltkrieg teil und kämpfte an der Westfront.
Zusammen mit Max Freiherr von Waldberg gab er von 1897 bis 1928 die Literarhistorischen Forschungen heraus.
Schicks einziges Kind, die 1893 geborene Tochter Philippine, wurde später als Komponistin bekannt.

## Ehrungen
1913 wurde Schick zum außerordentlichen Mitglied der Bayerischen Akademie der Wissenschaften ernannt, trat aber 1938 aus der Akademie aus. Im Jahr 1939 wurde ihm die Goethe-Medaille für Kunst und Wissenschaft verliehen.
In München-Laim wurde 1956 die Josef-Schick-Straße nach ihm benannt, in seinem Geburtsort Rißtissen 1961 die Hafengasse in Prof.-Josef-Schick-Straße umbenannt.

## Veröffentlichungen
- Lydgate's Temple of Glas
- Die Entstehung des Hamlet (1902)
- Hamlet in China (1915)
- Corpus Hamleticum, 5 Bände, erschienen 1912 und 1938